# Кен Андре Олимб
Кен Андре Олимб (норв. Ken André Olimb — Осло, 21. јануар 1989) професионални је норвешки хокејаш на леду који игра у нападу на позицији крила и центра.
Члан је сениорске репрезентације Норвешке за коју је на међународној сцени дебитовао на светском првенству 2010. године. Учествовао је и на олимпијским играма као члан норвешког олимпијског тима на играма ЗОИ 2014. у Сочију.
Његов старији брат Матис такође је професионални хокејаш. 